# Cryptophelenchus macrogaster
Cryptophelenchus macrogaster är en rundmaskart. Cryptophelenchus macrogaster ingår i släktet Cryptophelenchus och familjen Aphelenchidae. Inga underarter finns listade i Catalogue of Life.